# Barathrum
Barathrum è una band black/doom metal finlandese fondata a Kuopio. I temi trattati nelle loro canzoni sono satanismo, occultismo e oscurità.

## Formazione
- Janne "Demonos" Sova - (voce)
- Raakalainen - (chitarra)
- Antti-Pekka "Anathemalignant" Karppinen - (chitarra)
- Tomi "Nuklear Tormentörr" Törnqvist - (basso)
- Janne "G'thaur" Leinonen - (Basso), (voce)
- Ykä - (batteria)

## Discografia
- 1991 - From Black Flames To Witchcraft (demo)
- 1991 - Witchmaster (demo)
- 1992 - Battlecry (demo)
- 1993 - Sanctissime Colere Satanas (demo)
- 1993 - Sanctus Satanas (Studio & Stage) (demo)
- 1993 - Soaring up from Hell (demo)
- 1995 - Hailstorm
- 1995 - Eerie
- 1997 - Jetblack (Ep)
- 1997 - Infernal
- 1998 - Devilry (demo)
- 1998 - Legions of Perkele
- 1999 - Saatana
- 2000 - Okkult
- 2002 - Venomous
- 2005 - Anno Aspera: 2003 Years After Bastard's Birth
- 2009 - Long Live Satan (live)
- 2014 - Warmetal (Ep)
- 2017 - Fanatiko